# Euskaltel-Euskadi/1998
Deze pagina geeft een overzicht van de wielerploeg Euskaltel-Euskadi in 1998.

## Algemeen
Sponsors: Euskaltel (Telefonieaanbieder), Euskadi (Baskische overheid)
Algemeen manager: Miguel Madariaga
Ploegleiders: Julián Gorospe, Rubén Gorospe
Fietsen: Zeus

## Renners
| Naam                        | Geboortedatum | Nationaliteit | Ploeg 1997         |
| --------------------------- | ------------- | ------------- | ------------------ |
| Iñaki Aiarzagüena           | 30-07-1969    | Spanje        |                    |
| Ibon Ajuria                 | 09-08-1971    | Spanje        |                    |
| Joseba Beloki               | 12-08-1973    | Spanje        | Neoprof            |
| Aitor Bugallo               | 07-12-1973    | Spanje        |                    |
| Ángel Castresana            | 29-02-1972    | Spanje        | Estepona en Marcha |
| Íñigo Chaurreau             | 14-04-1973    | Spanje        | Polti              |
| Txema del Olmo              | 26-04-1973    | Spanje        |                    |
| Unai Etxebarria*            | 21-09-1972    | Venezuela     |                    |
| Bingen Fernández            | 15-12-1972    | Spanje        |                    |
| Igor Flores                 | 05-12-1973    | Spanje        |                    |
| Gorka Gerrikagoitia         | 07-12-1973    | Spanje        |                    |
| Ramón González Arrieta      | 12-05-1967    | Spanje        | Banesto            |
| Álvaro González de Galdeano | 03-01-1970    | Spanje        |                    |
| Igor González de Galdeano   | 01-11-1973    | Spanje        |                    |
| Aitor Kintana               | 15-05-1975    | Spanje        | Neoprof            |
| Roberto Laiseka             | 17-06-1969    | Spanje        |                    |
| Alberto López de Munain     | 12-03-1973    | Spanje        |                    |
| Óscar López Uriarte         | 24-02-1970    | Spanje        |                    |
| José Alberto Martínez       | 10-09-1975    | Spanje        | Neoprof            |
| Haimar Zubeldia             | 01-04-1977    | Spanje        | Neoprof            |

* Hoewel Unai Etxebarria op een Venezolaanse licentie rijdt, is hij van Baskische afkomst en mag daarom statutair voor Euskaltel rijden.

## Belangrijke overwinningen
| Ronde van de Toekomst 8e etappe: Txema Del Olmo Ronde van Portugal 7e etappe: Unai Etxebarria 12 etappe: Unai Etxebarria Clásica de Sabiñánigo Winnaar: Igor González de Galdeano Ronde van Galicië 5e etappe: Igor González de Galdeano |

1994 · 1995 · 1996 · 1997 · 1998 · 1999 · 2000 · 2001 · 2002 · 2003 · 2004 · 2005 · 2006 · 2007 · 2008 · 2009 · 2010 · 2011 · 2012 · 2013